# New Cambria (Kansas)
Pour les articles homonymes, voir New Cambria.
New Cambria est une municipalité américaine située dans le comté de Saline au Kansas.
Lors du recensement de 2010, sa population est de 126 habitants. La municipalité s'étend alors sur une superficie de 0,21 mille carré (0,54 km2).
Le bureau de poste de New Cambria ouvre en 1873. Il est nommé d'après le comté de Cambria, en Pennsylvanie, d'où était originaire l'un de ses habitants.